# クレアール (印刷通販会社)
株式会社クレアール（英語：Crear Co. Ltd.）は、福井県福井市に本社を置く日本の印刷通販会社。

## 概要
本社は福井県福井市問屋町4丁目802番地。インターネットを利用した印刷通販サービスを主たる事業としており、その他に製版・クリエイティブ・広告サービスを行っている。印刷通販での強みは、競合他社の175線印刷と同じ納期・価格で、高精細の300線印刷を行っていることである。

## 主な事業内容
- 印刷 - 大判ポスター、大判チラシ、大判パネル、レポート用紙、ポケットフォルダー、パンフレット、シール、封筒、伝票、パッケージ、POP、販促ツール、CD・DVDジャケット
- 製版 – DTP、CTP出力、色校正、スキャンニング、フォトレタッチ
- クリエイティブ - グラフィックデザイン、コピーライティング、ビデオ撮影・編集
- 広告 - 雑誌広告、新聞広告、折込広告、JR・私鉄交通広告